# Corriere d'Informazione
Il Corriere d'Informazione è stato un giornale quotidiano del pomeriggio pubblicato a Milano dal 1945 al 1981.

## Storia

### Fondazione
All'indomani della Liberazione, tutte le testate del Nord Italia compromesse con la Repubblica Sociale furono chiuse. Il 26 aprile 1945 fu chiuso anche il Corriere della Sera. Il governo militare alleato, che deteneva il controllo dei mezzi di comunicazione italiani, approvò un piano per la riorganizzazione della stampa. Il piano prevedeva che in ogni città del settentrione avrebbe ripreso immediatamente le pubblicazioni il maggiore quotidiano locale, "con carattere di indipendenza e di obbiettività dell'informazione". Il Comando militare alleato affidò l'incarico di riportare il Corriere in edicola al maggiore scozzese Michael Noble, già capo dell'ufficio stampa del XV Gruppo di Armate.
A fine aprile 1945 Noble arrivò a Milano, con la carica di presidente della Commissione alleata per le pubblicazioni nel Nord Italia. Nonostante la giovane età (aveva solo 25 anni) in meno di un mese riorganizzò la redazione del Corriere (alla maggior parte dei giornalisti fu permesso di restare) e ne dispose il ritorno in edicola.
Il PSI e il PCI, intanto, avevano occupato la tipografia. Le rotative del Corriere stampavano l'Avanti! e l'Unità. I due partiti erano contrari ad un immediato rientro del quotidiano nelle edicole. Noble superò la loro resistenza suggerendo un cambio di denominazione. La testata «Corriere della Sera» fu sostituita da «Corriere d'Informazione».
Per quanto riguarda la direzione, i colleghi britannici consigliarono a Noble di nominare Mario Borsa, giornalista conosciuto e stimato dalla stampa inglese in quanto corrispondente da Londra per Il Secolo (1898-1910) e corrispondente dall'Italia per The Times (1919-1939).
Borsa, giornalista dal passato senza macchie, incontrò il gradimento di tutti i partiti del Comitato di Liberazione Nazionale.
Il Corriere d'Informazione apparve nelle edicole il 22 maggio 1945. Noble ottenne anche che il quotidiano si stampasse in via Solferino, insieme ai due quotidiani di partito. A partire dal 23 luglio il Corriere uscì anche in edizione pomeridiana.
Appassionato giornalista, il militare scozzese fondò un nuovo quotidiano, il Giornale Lombardo, portando con sé dal Corriere d'Informazione il caporedattore Benso Fini, Bruno Fallaci (già redattore capo dell'edizione pomeridiana) e Gaetano Afeltra. Un anno dopo Afeltra fu richiamato in via Solferino da Guglielmo Emanuel, che lo nominò caporedattore del Corriere d'Informazione (agosto 1946).

### Gli anni di Gaetano Afeltra
Nel 1946 i proprietari del Corriere della Sera rientrarono in possesso della testata. Il 7 maggio riapparve il Corriere della Sera nell'edizione mattutina; il Corriere d'Informazione continuò ad uscire come quotidiano del pomeriggio. Dal successivo mese di giugno le uscite dell'Informazione divennero tre giornaliere: "pomeriggio" (alle 17), "notte" (verso le 20) e "ultima della notte" (verso le 24).

Nel 1954 (direttore Mario Missiroli), Gaetano Afeltra rilanciò il quotidiano arricchendolo di fotoservizi di cronaca, per rispondere al successo del quotidiano concorrente La Notte, apparso nelle edicole milanesi due anni prima, che aveva conosciuto un rapido successo grazie anche allo spazio dato alle notizie di spettacolo.

Nel 1961 le due redazioni furono riunificate. Il direttore di fatto dell'Informazione, Gaetano Afeltra, fu nominato vicedirettore del Corriere della Sera con direttore Alfio Russo.

### Dopo Afeltra

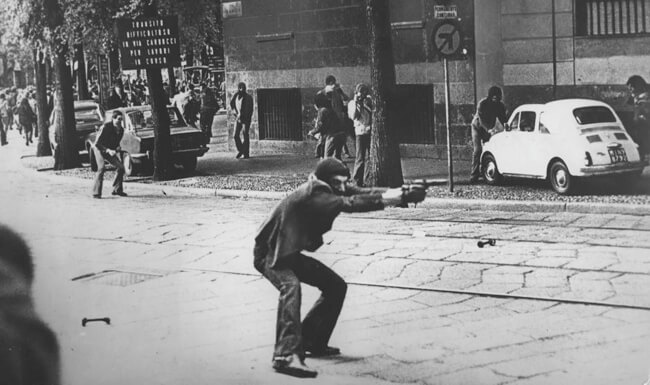
La famosa fotografia mostra un autonomo, Giuseppe Memeo, nell'atto d'impugnare a due mani una pistola puntata ad altezza d'uomo.

Nel 1972 Piero Ottone scorporò la direzione del Corriere della Sera da quella del Corriere d'Informazione. Primo direttore del quotidiano del pomeriggio fu Antonio Alberti (15 marzo 1972). Nel 1979 stampava 100.000 copie per due edizioni quotidiane. Il 14 maggio 1977 a Milano alcuni uomini armati, durante un corteo di protesta, colpirono a morte un poliziotto, Antonio Custra. La foto di uno di loro col volto coperto da un passamontagna, scattata mentre punta la pistola ad altezza d'uomo, fu pubblicata per la prima volta sul Corriere d'Informazione. Nei giorni successivi fu ripresa da tutti i quotidiani d'informazione; col tempo  
divenne uno dei simboli degli Anni di piombo.

Il Corriere d'Informazione fu chiuso dall'editore, Rizzoli-Corriere della Sera il 15 dicembre 1981, in seguito al dissesto finanziario provocato dal crac del Banco Ambrosiano di Roberto Calvi.

## Direttori
Essendo l'edizione pomeridiana del Corriere della Sera, formalmente il direttore fu lo stesso del Corriere. Perciò l'elenco comprende:
- Mario Borsa, 22 maggio 1945-6 agosto 1946
- Guglielmo Emanuel, 7 agosto 1946-14 settembre 1952
- Mario Missiroli, 15 settembre 1952-14 ottobre 1961
- Alfio Russo, 15 ottobre 1961-10 febbraio 1968
- Giovanni Spadolini, 11 febbraio 1968-13 marzo 1972

Con la conclusione della direzione Spadolini le due direzioni furono separate. Dopo il 13 marzo 1972 i direttori del Corriere d'Informazione furono:
- Antonio Alberti, 15 marzo-4 dicembre 1972
- Gino Palumbo, 5 dicembre 1972-30 gennaio 1975
- Cesare Lanza, 31 gennaio 1975-18 ottobre 1976
- Benedetto Mosca, 19 ottobre 1976-23 ottobre 1978
- Gino Fantin, 24 ottobre 1978-15 maggio 1979
- Pier Augusto Macchi, 16 maggio 1979-25 marzo 1981
- Lorenzo Pilogallo, 26 marzo-15 dicembre 1981

Nel 1978 fu affidata al caporedattore Carlo Palumbo la realizzazione della versione televisiva del Corriere d'Informazione, un telegiornale trasmesso in diretta da Tele Alto Milanese.